# 音樂小品
音樂小品（英語：Bagatelle music，又稱鋼琴小品、器樂小品或小品）是指一小段的音樂，通常由鋼琴所演奏，有著輕快、圓潤的特色。
原文" Bagatelle "字面上的意思是「瑣事」，代表著小品簡單、單純的特質。

## 已知最早的小品
最早使用“小品”（Bagatelle）命名樂曲的是作曲家弗朗索瓦·库普兰。